# 陳儼
陳儼（1426年—？），字時莊，江西廬陵縣人人，順天府宛平縣富戶籍，明朝政治人物。同進士出身。

## 生平
景泰元年（1450年）庚午科順天府鄉試第二十一名。景泰五年（1454年）甲戌科會試第二百八十九名，殿試登進士第三甲第二百名。

## 家族
曾祖父陳子隆。祖父陳思行。父亲陳庭煥。